# ベルナープラッテ

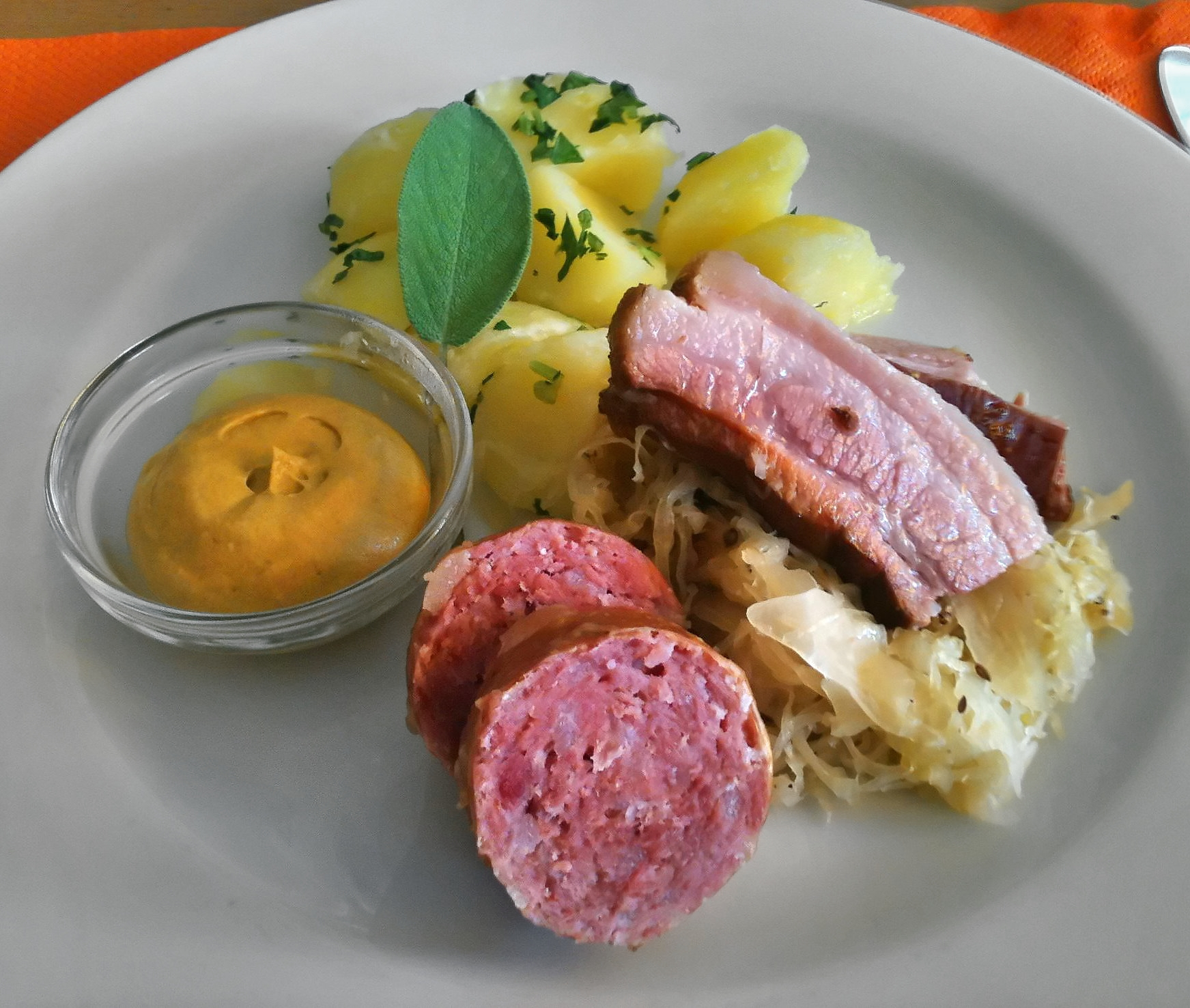
ベルナープラッテの例。ザワークラウト、ジャガイモ、ソーセージ、ラード、マスタード

ベルナープラッテ（ドイツ語: Berner Platte）はスイス・ベルン州の代表的な伝統料理であり、名物料理である。様々な肉や食肉加工品をスープで煮込んだポトフのような料理である。

## 概要
ベルナープラッテは「ベルンの皿」を意味する。牛肉、ハム、ベーコン、牛タン、豚肉、鶏肉、ソーセージなどスープで煮込んで作る。通常、スープは皿には盛り付けず、肉やソーセージだけを大きめの皿に盛りつける。付け合わせはには、ザワークラウト、茹でたインゲン、塩ゆでしたジャガイモなどが一般的である。

## 発祥
1798年3月5日にヌーシャテルの戦いでベルンの軍隊がフランス軍を討ち破った祝いとして大きな祭りが開かれた際に、肉などを持ち寄って鍋に入れて煮込んだことに由来していると言われている。